# Wolfsmund
Wolfsmund (狼の口 〜ヴォルフスムント〜, Ōkami no Kuchi - Wolfsmund) est un seinen manga de Mitsuhisa Kuji, prépublié entre février 2009 et octobre 2016 dans les magazines Fellows! puis Harta et publié par l'éditeur Enterbrain entre février 2010 et novembre 2017. La version française est éditée par Ki-oon entre avril 2012 et mars 2017.

## Manga
Le manga est édité aux États-Unis par Vertical. En France, c'est Ki-oon qui s'en charge à partir du 12 avril 2012.

### Liste des volumes
| no | Japonais          | Japonais          | Français        | Français          |
| no | Date de sortie    | ISBN              | Date de sortie  | ISBN              |
| --- | ----------------- | ----------------- | --------------- | ----------------- |
| 1 | 15 février 2010   | 978-4-04-726318-5 | 12 avril 2012   | 978-2-35592-373-9 |
| Liste des chapitres : - Chapitre 1 : Liese et Georg - Chapitre 2 : Johanna et Klaus - Chapitre 3 : Guillaume et Walter |                   |                   |                 |                   |
| 2 | 15 octobre 2010   | 978-4-04-726761-9 | 14 juin 2012    | 978-2-35592-402-6 |
| Liste des chapitres : - Chapitre 4 : Hans et Eva (1) - Chapitre 5 : Hans et Eva (2) - Chapitre 6 : Zeder et Juwel |                   |                   |                 |                   |
| 3 | 15 novembre 2011  | 978-4-04-727630-7 | 25 octobre 2012 | 978-2-35592-452-1 |
| Liste des chapitres : - Chapitre 7 : Albert et Barbara (1) - Chapitre 8 : Albert et Barbara (2) - Chapitre 9 : Walter et les martyrs - Chapitre 10 : Hedwig et Guillaume - Chapitre 11 : Hilde et les fermiers |                   |                   |                 |                   |
| 4 | 15 septembre 2012 | 978-4-04-728360-2 | 28 février 2013 | 978-2-35592-500-9 |
| Liste des chapitres : - Chapitre 12 : Rose et la brebis - Chapitre 13 : Frédéric et Léopold - Chapitre 14 : Kurt et le dragon - Chapitre hors-série : La garde suisse pontificale |                   |                   |                 |                   |
| 5 | 15 octobre 2013   | 978-4-04-729244-4 | 27 février 2014 | 978-2-35592-637-2 |
| Liste des chapitres : - Chapitre 15 : Fagots et canons - Chapitre 16 : Les deux tours (1) - Chapitre 17 : Les deux tours (2) - Chapitre 18 : Walter et Wolfram (1) |                   |                   |                 |                   |
| 6 | 14 octobre 2014   | 978-4-04-729972-6 | 27 février 2015 | 978-2-35592-784-3 |
| Liste des chapitres : - Chapitre 19 : Walter et Wolfram (2) - Chapitre 20 : Walter et Wolfram (3) - Chapitre 21 : Johann et Bertha - Chapitre 22 : Heinz et Rolf - Chapitre 23 : Heinz et l'armée paysanne de Schwytz (1) |                   |                   |                 |                   |
| 7 | 14 novembre 2015  | 978-4-04-730780-3 | 27 février 2015 | 978-2-35592-784-3 |
| Liste des chapitres : - Chapitre 24 : Heinz et l'armée paysanne de Schwytz (2) - Chapitre 25 : Heinz et l'armée paysanne de Schwytz (3) - Chapitre 26 : Léopold et le château de Katarina (1) - Chapitre 27 : Léopold et le château de Katarina (2) - Chapitre 28 : La confédération et les Habsbourg (1) - Chapitre 29 : La confédération et les Habsbourg (2) |                   |                   |                 |                   |
| 8 | 15 novembre 2016  | 978-4-04-730780-3 | 9 mars 2017     | 979-10-327-0012-9 |
| Liste des chapitres : - Chapitre 30 : La bataille de Morgarten (1) - Chapitre 31 : La bataille de Morgarten (2) - Chapitre 32 : La bataille de Morgarten (3) - Chapitre 33 : La bataille de Morgarten (4) - Chapitre 34 : La bataille de Morgarten (5) - Chapitre 35 : La bataille de Morgarten (6) - Chapitre final : La bataille de Morgarten (7)             |                   |                   |                 |                   |

### Édition japonaise
Enterbrain
1. 1 2  (ja) « Tome 1 »
2. 1 2  (ja) « Tome 2 »
3. 1 2  (ja) « Tome 3 »
4. 1 2  (ja) « Tome 4 »
5. 1 2  (ja) « Tome 5 »
6. 1 2  (ja) « Tome 6 »
7. 1 2  (ja) « Tome 7 »
8. 1 2  (ja) « Tome 8 »

### Édition française
Ki-oon
1. 1 2  (fr) « Tome 1 »
2. 1 2  (fr) « Tome 2 »
3. 1 2  (fr) « Tome 3 »
4. 1 2  (fr) « Tome 4 »
5. 1 2  (fr) « Tome 5 »
6. 1 2  (fr) « Tome 6 »
7. 1 2  (fr) « Tome 7 »
8. 1 2  (fr) « Tome 8 »